# 555 a.C.
Il 555 a.C. (DLV a.C. in numeri romani) è un anno  del VI secolo a.C.